# 1000 Millas de Sebring 2019
Las 1000 Millas de Sebring de 2019 fueron una carrera de resistencia, disputada en el Sebring International Raceway, Sebring, Florida (Estados Unidos). Se disputó el 15 de marzo de 2019 y formó parte de la temporada 2018-19 del Campeonato Mundial de Resistencia de la FIA, siendo la sexta ronda. Es la primera edición de la denominación de las 1000 Millas.

## Clasificación
Las pole positions de cada clase están marcadas en negrita.
| Pos. | Categoría | N.° | Escudería                 | Tiempo     | Dif.    | Parrilla |
| ---- | --------- | --- | ------------------------- | ---------- | ------- | -------- |
| 1    | LMP1      | 8   | Toyota Gazoo Racing       | 1:40.318   | —       | 1        |
| 2    | LMP1      | 7   | Toyota Gazoo Racing       | 1:40.803   | +0.485  | 2        |
| 3    | LMP1      | 3   | Rebellion Racing          | 1:42.863   | +2.545  | 3        |
| 4    | LMP1      | 17  | SMP Racing                | 1:42.942   | +2.624  | 4        |
| 5    | LMP1      | 11  | SMP Racing                | 1:43.005   | +2.687  | 5        |
| 6    | LMP1      | 1   | Rebellion Racing          | 1:43.015   | +2.697  | 6        |
| 7    | LMP1      | 10  | DragonSpeed               | 1:44.288   | +3.970  | 7        |
| 8    | LMP2      | 38  | Jackie Chan DC Racing     | 1:47.558   | +7.240  | 8        |
| 9    | LMP2      | 37  | Jackie Chan DC Racing     | 1:48.208   | +7.890  | 9        |
| 10   | LMP2      | 36  | Signatech Alpine Matmut   | 1:48.524   | +8.206  | 10       |
| 11   | LMP2      | 31  | DragonSpeed               | 1:49.681   | +9.363  | 11       |
| 12   | LMP2      | 50  | Larbre Compétition        | 1:50.705   | +10.387 | 12       |
| 13   | LMP2      | 28  | TDS Racing                | 1:51.218   | +10.900 | 13       |
| 14   | LMGTE Pro | 92  | Porsche GT Team           | 1:57.500   | +17.182 | 14       |
| 15   | LMGTE Pro | 67  | Ford Chip Ganassi Team UK | 1:57.615   | +17.297 | 15       |
| 16   | LMGTE Pro | 66  | Ford Chip Ganassi Team UK | 1:57.714   | +17.396 | 16       |
| 17   | LMGTE Pro | 82  | BMW Team MTEK             | 1:57.841   | +17.523 | 17       |
| 18   | LMGTE Pro | 63  | Corvette Racing           | 1:57.844   | +17.526 | 18       |
| 19   | LMGTE Pro | 71  | AF Corse                  | 1:57.938   | +17.620 | 19       |
| 20   | LMGTE Pro | 81  | BMW Team MTEK             | 1:58.000   | +17.682 | 20       |
| 21   | LMGTE Pro | 91  | Porsche GT Team           | 1:58.113   | +17.795 | 21       |
| 22   | LMGTE Pro | 51  | AF Corse                  | 1:58.232   | +17.914 | 22       |
| 23   | LMGTE Pro | 95  | Aston Martin Racing       | 1:58.366   | +18.048 | 23       |
| 24   | LMGTE Am  | 77  | Dempsey-Proton Racing     | 1:59.790   | +19.472 | 24       |
| 25   | LMGTE Am  | 56  | Team Project 1            | 1:59.935   | +19.617 | 25       |
| 28   | LMGTE Am  | 98  | Aston Martin Racing       | 2:00.076   | +19.758 | 26       |
| 27   | LMGTE Am  | 88  | Dempsey-Proton Racing     | 2:00.417   | +20.099 | 27       |
| 28   | LMGTE Am  | 90  | TF Sport                  | 2:00.543   | +20.225 | 28       |
| 29   | LMGTE Am  | 54  | Spirit of Race            | 2:00.759   | +20.441 | 29       |
| 30   | LMGTE Am  | 70  | MR Racing                 | 2:01.679   | +21.361 | 30       |
| 31   | LMGTE Pro | 97  | Aston Martin Racing       | 2:04.748   | +24.430 | 31       |
| 32   | LMGTE Am  | 61  | Clearwater Racing         | 1:59.396   | +19.078 | WD       |
| 33   | LMGTE Am  | 86  | Gulf Racing               | 1:59.436   | +19.118 | 32       |
| NC   | LMP2      | 29  | Racing Team Nederland     | Sin tiempo |         | 33       |

Fuente: FIA WEC.

## Carrera
Resultados por clase
| Pos. general | Pos. clase | Clase     | N.° | Escudería                 | Pilotos                                                 | Automóvil                 | Vueltas | Tiempo/Retirado | Campeonato | Campeonato |
| Pos. general | Pos. clase | Clase     | N.° | Escudería                 | Pilotos                                                 | Automóvil                 | Vueltas | Tiempo/Retirado | Pos.       | Puntos     |
| LMP          | LMP        | LMP       | LMP | LMP                       | LMP                                                     | LMP                       | LMP     | LMP             | LMP        | LMP        |
| ------------ | ---------- | --------- | --- | ------------------------- | ------------------------------------------------------- | ------------------------- | ------- | --------------- | ---------- | ---------- |
| 1            | 1          | LMP1      | 8   | Toyota Gazoo Racing       | Sébastien Buemi Kazuki Nakajima Fernando Alonso         | Toyota TS050 Hybrid       | 253     | 8:00:38.186     | 1          | 32         |
| 2            | 2          | LMP1      | 7   | Toyota Gazoo Racing       | Mike Conway Kamui Kobayashi José María López            | Toyota TS050 Hybrid       | 252     | +1 vuelta       | 2          | 23         |
| 3            | 3          | LMP1      | 11  | SMP Racing                | Mikhail Aleshin Vitaly Petrov Brendon Hartley           | BR Engineering BR1-AER    | 242     | +11 vueltas     | 3          | 19         |
| 4            | 1          | LMP2      | 37  | Jackie Chan DC Racing     | David Heinemeier Hansson Jordan King Will Stevens       | Oreca 07-Gibson           | 239     | +14 vueltas     | 4          | 15         |
| 5            | 2          | LMP2      | 36  | Signatech Alpine Matmut   | Nicolas Lapierre André Negrão Pierre Thiriet            | Alpine A470-Gibson        | 239     | +14 vueltas     | 5          | 13         |
| 6            | 3          | LMP2      | 31  | DragonSpeed               | Roberto González Pastor Maldonado Anthony Davidson      | Oreca 07-Gibson           | 237     | +16 vueltas     | 6          | 10         |
| 7            | 4          | LMP1      | 3   | Rebellion Racing          | Nathanaël Berthon Thomas Laurent Gustavo Menezes        | Rebellion R13-Gibson      | 237     | +16 vueltas     | 7          | 8          |
| 8            | 4          | LMP2      | 50  | Larbre Compétition        | Erwin Creed Romano Ricci Gunnar Jeannette               | Ligier JS P217-Gibson     | 234     | +19 vueltas     | 8          | 5          |
| 9            | 5          | LMP2      | 29  | Racing Team Nederland     | Giedo van der Garde Frits van Eerd Nyck de Vries        | Dallara P217-Gibson       | 230     | +23 vueltas     | 9          | 3          |
| 29           | 6          | LMP2      | 38  | Jackie Chan DC Racing     | Ho-Pin Tung Gabriel Aubry Stéphane Richelmi             | Oreca 07-Gibson           | 209     | +44 vueltas     | 10         | 2          |
| NC           | NC         | LMP2      | 28  | TDS Racing                | François Perrodo Matthieu Vaxiviere Loïc Duval          | Oreca 07-Gibson           | 232     | No clasificado  | NC         | NC         |
| NC           | NC         | LMP1      | 17  | SMP Racing                | Stéphane Sarrazin Egor Orudzhev Sergey Sirotkin         | BR Engineering BR1-AER    | 62      | No clasificado  | NC         | NC         |
| Ret          | Ret        | LMP1      | 10  | DragonSpeed               | Henrik Hedman Ben Hanley Renger van der Zande           | BR Engineering BR1-Gibson | 143     | Retirado        | Ret        | Ret        |
| Ret          | Ret        | LMP1      | 1   | Rebellion Racing          | Neel Jani Mathias Beche Bruno Senna                     | Rebellion R13-Gibson      | 138     | Retirado        | Ret        | Ret        |
| LMP2         |            |           |     |                           |                                                         |                           |         |                 |            |            |
| 4            | 1          | LMP2      | 37  | Jackie Chan DC Racing     | David Heinemeier Hansson Jordan King Will Stevens       | Oreca 07-Gibson           | 239     | 8:00:51.753     | 1          | 32         |
| 5            | 2          | LMP2      | 36  | Signatech Alpine Matmut   | Nicolas Lapierre André Negrão Pierre Thiriet            | Alpine A470-Gibson        | 239     | +27.421         | 2          | 23         |
| 6            | 3          | LMP2      | 31  | DragonSpeed               | Roberto González Pastor Maldonado Anthony Davidson      | Oreca 07-Gibson           | 237     | +2 vueltas      | 3          | 19         |
| 8            | 4          | LMP2      | 50  | Larbre Compétition        | Erwin Creed Romano Ricci Gunnar Jeannette               | Ligier JS P217-Gibson     | 234     | +5 vueltas      | 4          | 15         |
| 9            | 5          | LMP2      | 29  | Racing Team Nederland     | Frits van Eerd Giedo van der Garde Nyck de Vries        | Dallara P217-Gibson       | 230     | +9 vueltas      | 5          | 13         |
| 29           | 6          | LMP2      | 38  | Jackie Chan DC Racing     | Ho-Pin Tung Gabriel Aubry Stéphane Richelmi             | Oreca 07-Gibson           | 209     | +30 vueltas     | 6          | 10         |
| NC           | NC         | LMP2      | 28  | TDS Racing                | François Perrodo Matthieu Vaxiviere Loïc Duval          | Oreca 07-Gibson           | 232     | No clasificado  | NC         | NC         |
| LMGTE        |            |           |     |                           |                                                         |                           |         |                 |            |            |
| Pos. general | Pos. clase | Clase     | N.° | Escudería                 | Pilotos                                                 | Automóvil                 | Vueltas | Tiempo/Retirado | Campeonato | Campeonato |
| Pos. general | Pos. clase | Clase     | N.° | Escudería                 | Pilotos                                                 | Automóvil                 | Vueltas | Tiempo/Retirado | Pos.       | Puntos     |
| 10           | 1          | LMGTE Pro | 91  | Porsche GT Team           | Richard Lietz Gianmaria Bruni                           | Porsche 911 RSR           | 226     | 8:01:10.119     | 1          | 32         |
| 11           | 2          | LMGTE Pro | 81  | BMW Team MTEK             | Martin Tomczyk Nick Catsburg Alexander Sims             | BMW M8 GTE                | 226     | +0.816          | 2          | 23         |
| 12           | 3          | LMGTE Pro | 67  | Ford Chip Ganassi Team UK | Andy Priaulx Harry Tincknell Jonathan Bomarito          | Ford GT                   | 225     | +1 vuelta       | 3          | 19         |
| 13           | 4          | LMGTE Pro | 51  | AF Corse                  | Alessandro Pier Guidi James Calado Daniel Serra         | Ferrari 488 GTE EVO       | 225     | +1 vuelta       | 4          | 15         |
| 14           | 5          | LMGTE Pro | 92  | Porsche GT Team           | Michael Christensen Kévin Estre                         | Porsche 911 RSR           | 225     | +1 vuelta       | 5          | 13         |
| 15           | 6          | LMGTE Pro | 71  | AF Corse                  | Davide Rigon Sam Bird Miguel Molina                     | Ferrari 488 GTE EVO       | 225     | +1 vuelta       | 6          | 10         |
| 16           | 7          | LMGTE Pro | 82  | BMW Team MTEK             | Augusto Farfus António Félix da Costa Bruno Spengler    | BMW M8 GTE                | 225     | +1 vuelta       | 7          | 8          |
| 17           | 8          | LMGTE Pro | 63  | Corvette Racing           | Jan Magnussen Antonio García Mike Rockenfeller          | Chevrolet Corvette C7.R   | 225     | +1 vuelta       | —          | —          |
| 18           | 9          | LMGTE Pro | 97  | Aston Martin Racing       | Alex Lynn Maxime Martin                                 | Aston Martin Vantage AMR  | 224     | +2 vueltas      | 8          | 5          |
| 19           | 10         | LMGTE Pro | 95  | Aston Martin Racing       | Marco Sørensen Nicki Thiim Darren Turner                | Aston Martin Vantage AMR  | 224     | +2 vueltas      | 9          | 3          |
| 20           | 1          | LMGTE Am  | 77  | Dempsey-Proton Racing     | Christian Ried Julien Andlauer Matt Campbell            | Porsche 911 RSR           | 221     | +5 vueltas      | 10         | 2          |
| 21           | 2          | LMGTE Am  | 54  | Spirit of Race            | Thomas Flöhr Francesco Castellacci Giancarlo Fisichella | Ferrari F488 GTE          | 221     | +5 vueltas      | 11         | 1          |
| 22           | 3          | LMGTE Am  | 56  | Team Project 1            | Jörg Bergmeister Patrick Lindsey Egidio Perfetti        | Porsche 911 RSR           | 221     | +5 vueltas      | 12         | 1          |
| 23           | 4          | LMGTE Am  | 86  | Gulf Racing UK            | Michael Wainwright Ben Barker Thomas Preining           | Porsche 911 RSR           | 221     | +5 vueltas      | 13         | 1          |
| 24           | 5          | LMGTE Am  | 70  | MR Racing                 | Motoaki Ishikawa Olivier Beretta Eddie Cheever III      | Ferrari F488 GTE          | 220     | +6 vueltas      | 14         | 1          |
| 25           | 6          | LMGTE Am  | 90  | TF Sport                  | Salih Yoluç Jonathan Adam Charlie Eastwood              | Aston Martin Vantage      | 220     | +6 vueltas      | 15         | 1          |
| 26           | 7          | LMGTE Am  | 88  | Dempsey-Proton Racing     | Gianluca Roda Giorgio Roda Matteo Cairoli               | Porsche 911 RSR           | 219     | +7 vueltas      | 16         | 1          |
| 27           | 8          | LMGTE Am  | 98  | Aston Martin Racing       | Paul Dalla Lana Pedro Lamy Mathias Lauda                | Aston Martin Vantage      | 219     | +7 vueltas      | 17         | 1          |
| 28           | 11         | LMGTE Pro | 66  | Ford Chip Ganassi Team UK | Stefan Mücke Olivier Pla Billy Johnson                  | Ford GT                   | 216     | +10 vueltas     | 18         | 1          |
| LMGTE Am     |            |           |     |                           |                                                         |                           |         |                 |            |            |
| 20           | 1          | LMGTE Am  | 77  | Dempsey-Proton Racing     | Christian Ried Julien Andlauer Matt Campbell            | Porsche 911 RSR           | 221     | 8:00:56.374     | 1          | 32         |
| 21           | 2          | LMGTE Am  | 54  | Spirit of Race            | Thomas Flöhr Francesco Castellacci Giancarlo Fisichella | Ferrari F488 GTE          | 221     | +12.538         | 2          | 23         |
| 22           | 3          | LMGTE Am  | 56  | Team Project 1            | Jörg Bergmeister Patrick Lindsey Egidio Perfetti        | Porsche 911 RSR           | 221     | +20.084         | 3          | 19         |
| 23           | 4          | LMGTE Am  | 86  | Gulf Racing UK            | Michael Wainwright Ben Barker Thomas Preining           | Porsche 911 RSR           | 221     | +20.151         | 4          | 15         |
| 24           | 5          | LMGTE Am  | 70  | MR Racing                 | Motoaki Ishikawa Olivier Beretta Eddie Cheever III      | Ferrari F488 GTE          | 220     | +1 vuelta       | 5          | 13         |
| 25           | 6          | LMGTE Am  | 90  | TF Sport                  | Salih Yoluç Jonathan Adam Charlie Eastwood              | Aston Martin Vantage      | 220     | +1 vuelta       | 6          | 10         |
| 26           | 7          | LMGTE Am  | 88  | Dempsey-Proton Racing     | Gianluca Roda Giorgio Roda Matteo Cairoli               | Porsche 911 RSR           | 219     | +2 vueltas      | 7          | 8          |
| 27           | 8          | LMGTE Am  | 98  | Aston Martin Racing       | Paul Dalla Lana Pedro Lamy Mathias Lauda                | Aston Martin Vantage      | 219     | +2 vueltas      | 8          | 5          |

Fuentes: FIA WEC.